# Igreja Cristã Reformada da Nigéria
A Igreja Cristã Reformada da Nigéria  (ICRN) - em hauçá Ekklisiyar Kristi A Nigeria - é uma denominação cristã reformada, fundada em 1904 na Nigéria. A denominação é resultado do trabalho missionário da Missão Unida do Sudão e da Igreja Cristã Reformada na América do Norte.

## História

### Plantação das primeiras igrejas
Em 1904, os missionários Dr. Herman Karl Kum, Ambrose H. Bateman, John Gunter e J. Lowry Maxwell iniciaram seu trabalho na Nigéria, enviados pela Missão Unida do Sudão (MUS). O trabalho foi iniciado no que corresponde ao atual estado de Taraba.
A Missão Unida do Sudão (MUS) consistia em uma missão internacional e interdenominacional, criada com objetivo de difundir o Cristianismo na região.
Depois, recebendo permissão do então Alto Comissário Britânico no Norte da Nigéria para se estabelecer em Waze, o grupo viajou de Locoja e chegou a Ibi. De lá, eles se mudaram para Wase. Por causa da influência islâmica em Wase, o trabalho missionário encontrou muita resistência. 
O Sr. John Burt viajou para Ucari e lá eles fizeram a primeira tentativa de estabelecer o centro missionário. O Dr. Lowry Maxwell foi para Ucari de Ibi e pregou o evangelho lá pela primeira vez em 1905. 
Posteriormente, ele foi para Donga com a mesma mensagem naquele mesmo ano. Consequentemente, Ucari se tornou uma nova estação missionária. No entanto, o trabalho em Ucari não resultou em muitas conversões. Sendo assim, os missionários se mudaram para o interior e estabeleceram em Donga uma nova estação em 1907. 
Em Donga, o trabalho missionário prosperou e lá, em 17 de junho de 1917, foi organizada a primeira igreja resultante da missão. 
Entre 1910 e 1920, várias visitas foram feitas à área de Lupwe-Takum para possível expansão do trabalho missionário. Em 1916, o Sr. Filibus Ashu Angyu foi enviado a Takum para se tornar um evangelista lá. 
Após os primeiros anos da missão, alguns dos convertidos se tornaram também pregadores e ministros, promovendo a missão local.
Os próprios nigerianos iniciaram a pregação do Cristianismo em Takum, antes que os missionários estrangeiros chegassem até a região. 
O Rev. Whitman investigou a área de Takum e recomendou que uma estação fosse aberta em Lupwe. Em 1919, o Sr. William Nuckle Bristow construiu uma estação em Lupwe. 
Em fevereiro de 1921, o Sr. Whitman e a Srta. Johanna Veenstra chegaram a Lupwe vindos de Donga. Nessa época, houve um reavivamento em Ucari e Ibi. Como resultado disso, uma congregação começou em Ibi, em 1922. 
Em 1936, o Sr. Edgar Smith e Siman Atajiri iniciaram a pregação em Nyita. Havia convertidos lá e o chefe de Nyita encorajou o povo a abraçar o Cristianismo.
Em 1937, o Sr. Istifanus Audu, Edgar Smith, Musa Chiroma e Habila Adda iniciaram a pregação na área de Kurmi. Muitos membros dos povos Ndola, Tigon e Ichen conveteram-se ao Cristianismo em razão disso e uma estação foi construída em Baissa. 
A Igreja Takum enviou pessoas como Bulus Kweshi para se tornarem evangelistas na área de Ndoro em 1942. Além disso, em 1943, a igreja Takum enviou o Sr. Daniel Andeyantso para ser evangelista em Ashuku, uma cidade de Tigon. 
Novamente a igreja Takum enviou o Sr. Dauda Mbo para Ndaforo. Assim, o Cristianismo cresceu em Kurmi entre os povos Ndoro, Tiggon e Ichen. Todos esses trabalhadores nativos não eram ordenados nem eram pagos, mas de serviço voluntário.

### Chegada da Igreja Cristã Reformada da América do Norte e organização da denominação
Em 1940, a MUS entregou oficialmente a missão da região de Taraba para a Igreja Cristã Reformada da América do Norte.
Desde então, os missionários norte-americanos começaram a treinar pastores e evangelistas nigerianos, para estabelecer uma igreja independente e autônoma. 
Em 25 de julho de 1951, foi organizada a Ekklisiyar Kristi a Sudan Lardin Benue (EKASLB) ou Igreja de Cristo no Sudão, Região de Benue. 
Mais tarde, o nome da denominação foi alterado para Ekklisiyar Kristi A Nigeria (EKAN), em português Igreja de Cristo na Nigéria.
Mais tarde, passou a adotar o nome Ekklisiyar Kristi A Nigeria (EKAN). Em 1976, esse nome foi oficialmente estabelecido como designação permanente da denominação. 
Nos anos seguintes, para evitar confusão com outras denominações que também usavam o mesmo nome, passou a ser designada como Christian Reformed Church of Nigéria, em português Igreja Cristã Reformada da Nigéria.

### Século XXI
Em 2004, a ICRN tinha 62 igrejas e 120.000 membros em todo o país.
A denominação desenvolve trabalhos sociais e educacionais nas cidades em que está presente. 
Na década de 2020 membros da igreja foram atacados em mortos, em diversos eventos de terrorismo islâmico.
Em 2024, a denominação relatou ser formada por 180 igrejas, com 500.000 membros.

## Doutrina
A denominação subscreve o Credo dos Apóstolos, Credo de Atanásio, Credo Niceno-Constantinopolitano, o Catecismo de Heidelberg, os Cânones de Dort, a Confissão de Fé de Westminster, a Segunda Confissão Helvética.

## Relações inter eclesiásticas
A denominação é membro da Comunhão Mundial das Igrejas Reformadas.
Além disso, a denominação tem comunhão plena com a Igreja Cristã Reformada na América do Norte.